# Fongrave
Fongrave (okzitanisch: Fontgrava) ist eine französische Gemeinde mit 625 Einwohnern (Stand: 1. Januar 2022) im Département Lot-et-Garonne in der Region Nouvelle-Aquitaine. Die Gemeinde liegt im Arrondissement Villeneuve-sur-Lot und ist Teil des Kantons Le Livradais. Die Einwohner werden Fongravais genannt.

## Geographie
Fongrave liegt etwa 22 Kilometer nordnordwestlich von Agen am Lot, der die Gemeinde im Süden begrenzt. Fongrave wird umgeben von den Nachbargemeinden Monclar im Norden, Saint-Étienne-de-Fougères im Osten, Le Temple-sur-Lot im Süden und Südwesten sowie Castelmoron-sur-Lot im Westen.

## Bevölkerungsentwicklung
| 1962                       | 1968 | 1975 | 1982 | 1990 | 1999 | 2006 | 2018 |
| -------------------------- | ---- | ---- | ---- | ---- | ---- | ---- | ---- |
| 531                        | 600  | 573  | 559  | 540  | 565  | 586  | 626  |
| Quellen: Cassini und INSEE |      |      |      |      |      |      |      |

## Sehenswürdigkeiten
- Kirche Saint-Léger aus dem 16. Jahrhundert, Monument historique seit 1996
- Kapelle Notre-Dame-de-Tout-Pouvoir, Monument historique
- Alte Priorei

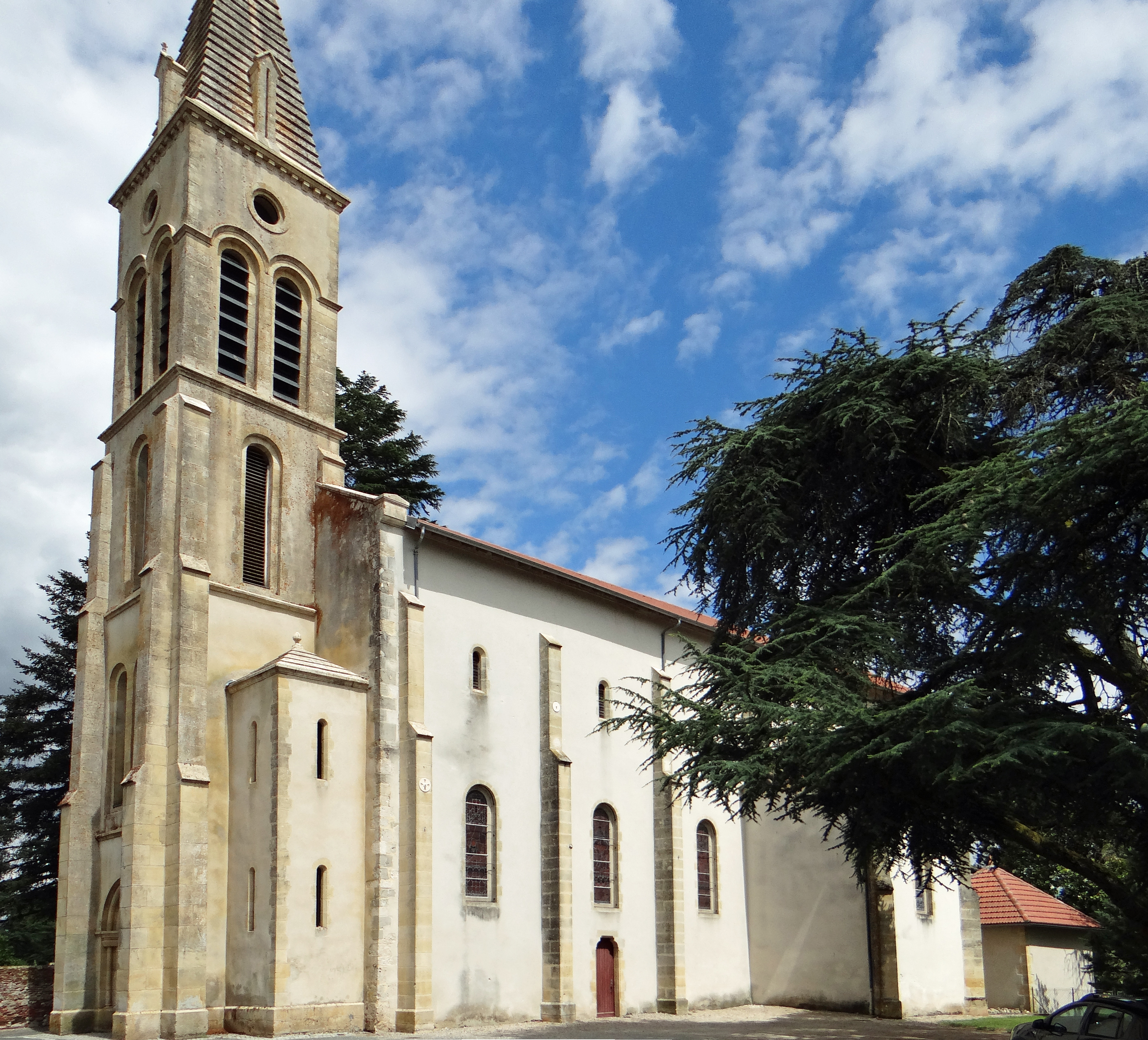
Kirche Saint-Léger
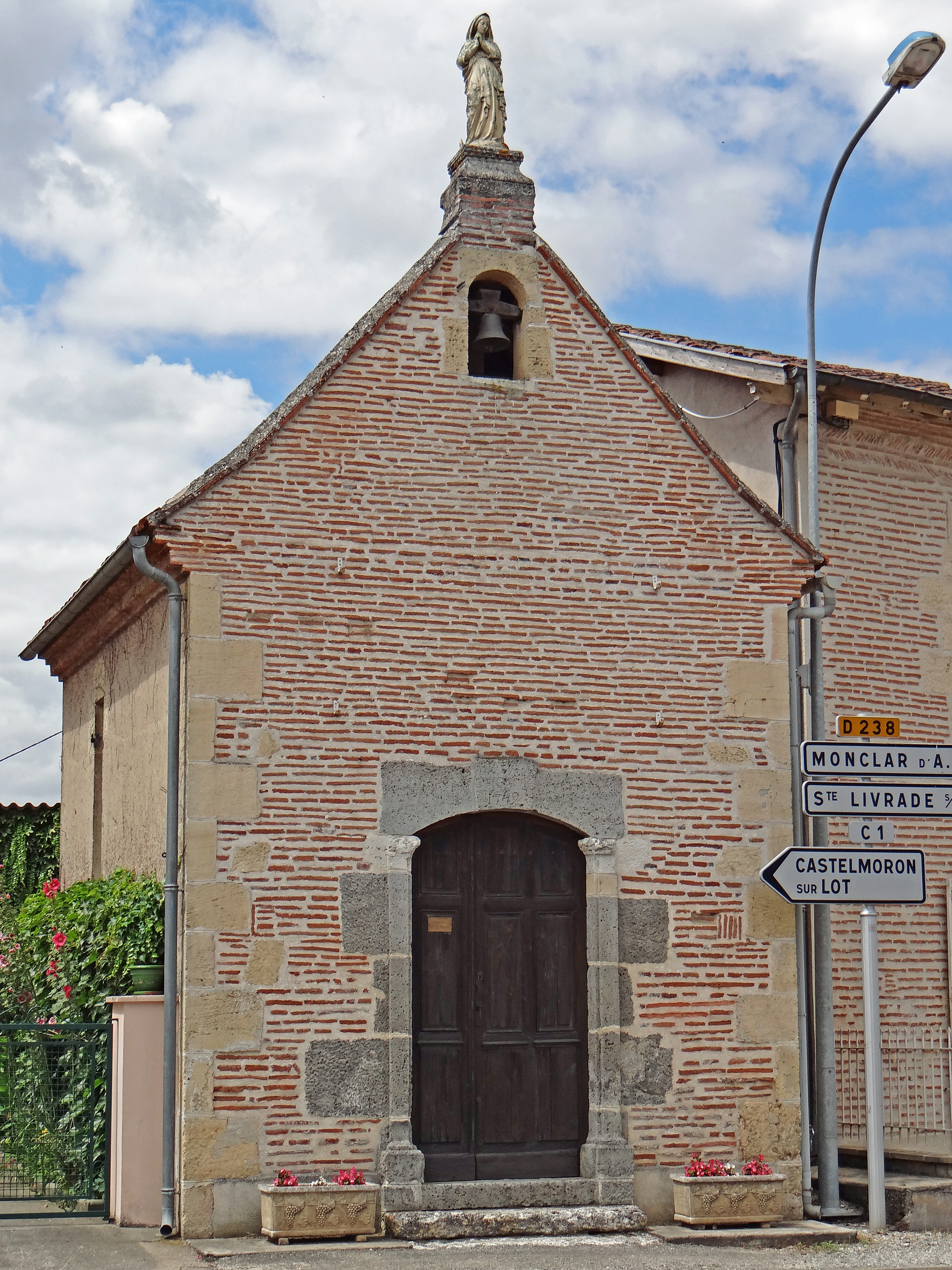
Kapelle Notre-Dame-de-Tout-Pouvoir
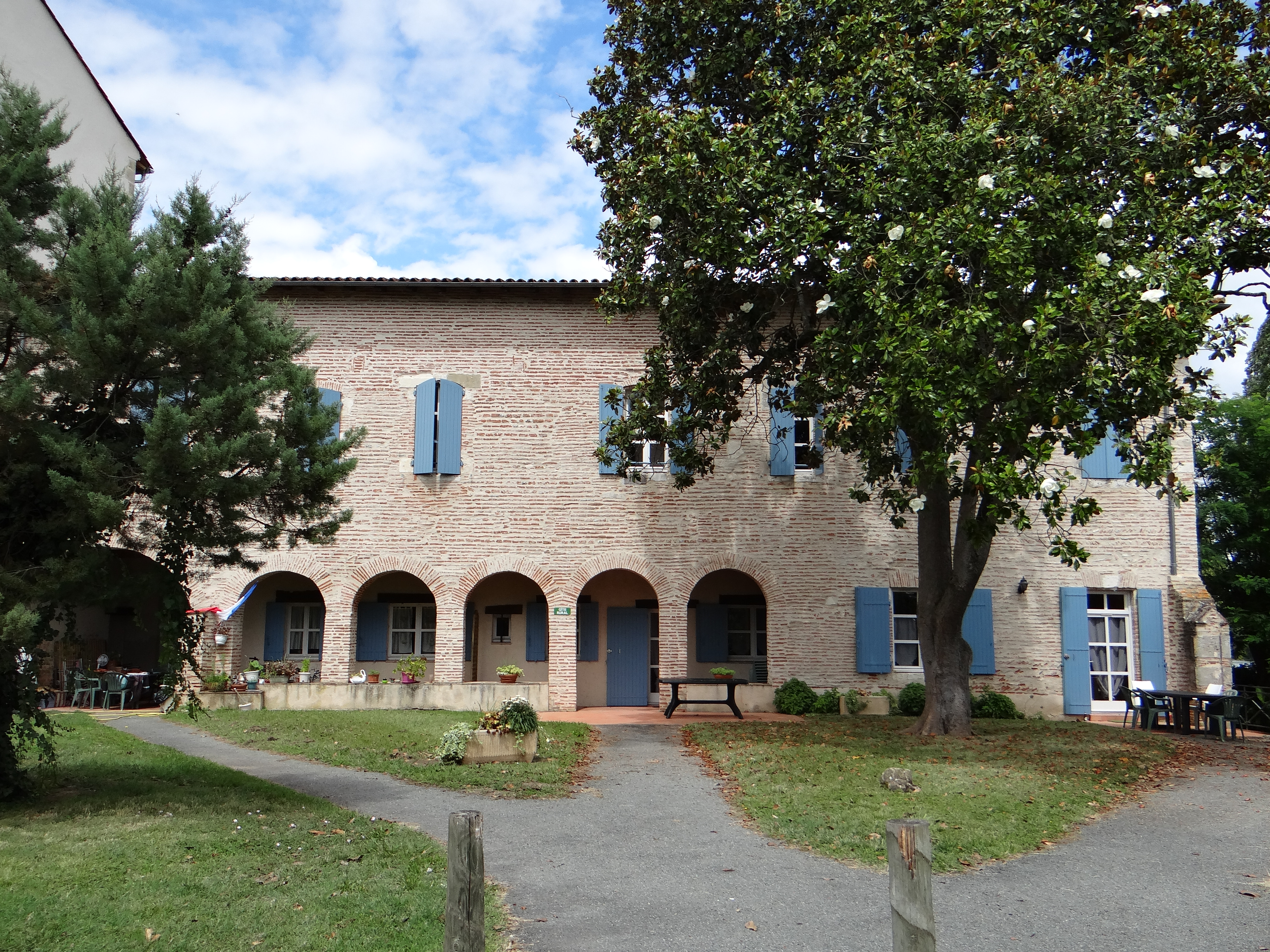
Alte Priorei